# Bourdon
Bourdon или Bourdon-Haenni — французская компания. Занимается разработкой и производством приборов для измерения давления, температуры, разделителей сред, электроконтактных манометров, манометрических и биметаллических термометров, манометров высокого давления, а также приборов для нефтяной, газовой, химической и пищевой промышленности. Производственные мощности расположены в нескольких странах (Германия, Франция, Китай, Индия, США). Поставки продукции осуществляются более чем в 100 стран мира. Компания «Bourdon» имеет представительства в 19 странах, среди них США, Германия, Канада, Россия, Сингапур, Испания, Венесуэла, ОАЭ.

## История развития
Бурдон, Эжен внес основной вклад в приборостроение на заре промышленной революции, а наиболее важным нововведением был его «металлический манометр», который в его патенте от 18 июня 1849 года был описан как «манометр без ртути». Манометр является наиболее широко используемым прибором для измерения и индикации давления. Чувствительным элементом манометра является трубка Бурдона, которая представляет собой металлическую трубку с эллиптическим поперечным сечением. Эта трубка, изогнутая в форме буквы С, или спирали, или просто закрученная вокруг своей центральной оси, имеет тенденцию выпрямляться, когда внутри нее прикладывается давление измеряемой среды. В 1850 году Бурдон основал собственную компанию по производству манометров. Bourdon-Sedeme произвела ряд промышленных манометров, пока в 1875 году не прекратились патентные права на устройство. В 1851 году Бурдон был награжден орденом Почетного легиона за успех своих манометров на Лондонской международной выставке.
C 1980 по 2000 гг. права на бренд Bourdon принадлежали различным компаниям, например Bell Industries и C.G.S. Group. В 2001 г. производственные площадки Kamstrupp, Haenni и Bourdon слились в одно предприятие — Bourdon-Haenni. В 2005 г международный конгломерат приобретает права на Bourdon-Haenni и начинает его ребрендинг. В 2016 г Baumer осуществляет ребрендинг и выводит производство механических приборов в отдельный бренд — Bourdon.